# Knud Illeris
Knud Illeris (født 7. marts 1939) er en dansk forfatter til en lang række bøger som How We Learn, som giver en dybdegående forståelse for, hvordan mennesket lærer og af-lærer. Han har fra 2005 været professor på Danmarks Pædagogiske Universitetsskole i Livslang læring. Knud Illeris var tidligere professor på Institut for Uddannelsesforskning på Roskilde Universitets Center, og fra 2001 til 2004 var han leder for Workplace Learning konsortiets forskningsprogram "Læring i arbejdslivet" hos Learning Lab Denmark.
I 2005 blev Knud Illeris "Honorary Adjunct Professor of Teachers College Columbia University, New York" , og i 2006 blev han induktioneret på "The International Hall of Fame of Adult and Continuing Education.
Knud Illeris' særlige interesseområder er Lærings-, motivations- og kvalifikationsteori, livslang læring og læring i arbejdslivet.

## Knud Illeris' dimensioner af læring og kompetenceudvikling
Knud Illeris har samlet 16 forskellige teoretikeres bud på læringsteorier i sin bog Contemporary Theories of Learning (2009). Det første er hans læringstrekant, der viser de dimensioner, han mener indgår i læring. I venstre hjørne befinder selve indholdet sig, altså viden, forståelse og evner. Her drejer det sig om, hvad der helt konkret læres og formålet er for den lærende at udvikle mening og mulighed for at håndtere praktiske udfordringer. Her udvikles den personlige funktionalitet.
I højre hjørne handler det om den mentale energi, der er nødvendig for læringsprocessen. Det drejer sig om følelserne og motivationen, og formålet er at sikre en konstant mental balance og herved udvikle den personlige sensivitet. 
Det nederste hjørne indeholder interaktionen og kan inkludere perception, transmission, erfaringer, deltagelse og aktivitet. Formålet er den lærendes sociale integration i samfundet.
Indholdet (det venstre hjørne) og den mentale energi (højre hjørne) foregår internt i individet mens at interaktionen (det nederste hjørne) inkluderer det sociale og eksterne aspekt af læring. Både det interne og det eksterne er essentielt i læringsprocessen ifølge Knud Illeris.